# Ipomoea mairetii
Ipomoea mairetii är en vindeväxtart som beskrevs av Jacques Denys Denis Choisy. Ipomoea mairetii ingår i släktet praktvindor, och familjen vindeväxter. Inga underarter finns listade i Catalogue of Life.